# Fussing Sø
Fussing Sø er en langsø i Østjylland beliggende tæt ved Fussingø, 10 km vest for Randers. Søen hører med sine 220 ha, 3,6 km længde og 29 meters dybde til blandt de større søer i Danmark. 
Fussing Sø er en af kilderne for Skals Å. Dens eget tilløb sker primært gennem en række kilder på søens bund. Søen omgives af Fussingø Skov, der tilhører godset. 
Søen er fredet, ligesom godset er det. Badning i søen er dog tilladt fra badepladsen. 
Fussing Sø er EU-habitatområde og en del af Natura 2000-område nr. 30 Lovns Bredning, Hjarbæk Fjord og Skals Ådal.